# Panellets de Sant Roc
Els panellets de Sant Roc són els dolços típics de les Festes de Sant Roc de la Plaça Nova, que es fan en honor del sant, i només se'n veuen al voltant d'aquella data. Malgrat el nom, no tenen res a veure amb els panellets de Tots Sants, sinó que són una barreja entre el polvoró de Nadal i una pasta de te.
El dia de la festivitat de Sant Roc, el 16 d'agost, es fa una missa en honor del sant i s'hi beneeixen aquestes pastes. En acabar l'ofici, durant tota la diada, es reparteixen gratuïtament entre els assistents.
La tradició de l'ofrena de panellets té l'origen en la llegenda de sant Roc, de qui s'explica que quan va venir a Barcelona va caure malalt de pesta i només en va tenir cura el gos del forn del barri, que l'alimentava amb panets.